# Ukrsibbank
Ukrsibbank est une banque ukrainienne. Fondée a Kharkiv en 1990, elle est devenue en 2006 filiale du groupe BNP Paribas.
La banque a plus de 250 agences, 1000 distributeurs dans tout le pays, et offre une gamme complète de services aux particuliers et aux entreprises. Elle a plus de 5 000 employés.

## Actionnaires et management

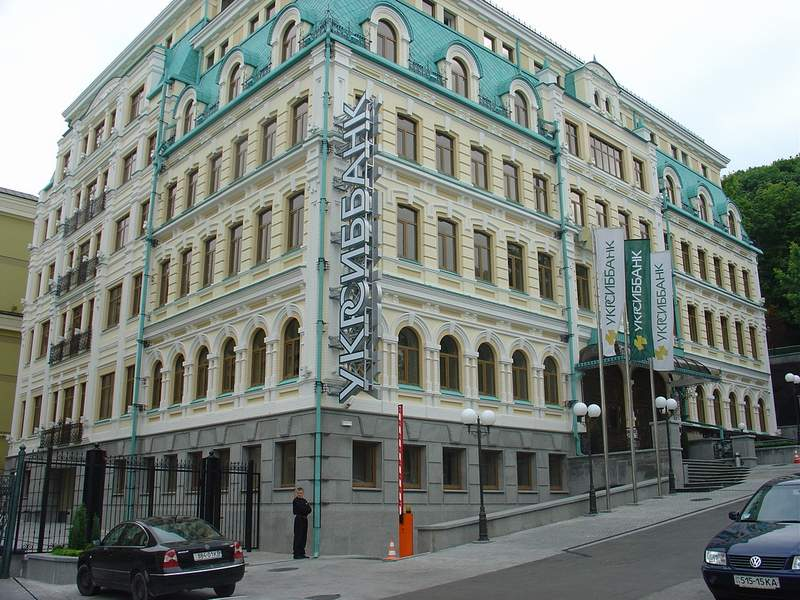
Le siège central d'Ukrsibbank a Kiev.

La banque BNP Paribas a acheté 51 % des actions en 2006. À la faveur d'une augmentation de capital, BNP Paribas a accru sa participation à 81,42 % en 2009 puis 99,99% en 2010.
En aout 2011, la Banque européenne pour la reconstruction et le développement
Actionnaires actuels :
- BNP Paribas :60  % ;
- Banque européenne pour la reconstruction et le développement : 40 %.

## Position sur le marché
La banque est un des leaders sur le marché de la banque de détail (première place en termes de crédits aux particuliers et quatrième en termes de dépôts aux particuliers d’après la banque centrale d'Ukraine; plus de 1,5 million de clients) ainsi qu’auprès de la clientèle corporate locale et internationale.
La banque a des positions fortes également en matière d'assurance au travers de Cardif (filiale de BNP Paribas) et d'une coentreprise avec AXA.
Ukrsibbank offre une gamme de produits et de services bancaires innovants pour le marche ukrainien (online banking, dépôts flexibles,…)
Ukrsibbank a été désignée meilleure banque en Ukraine par Global Finance en 2010 (pour la quatrième année consécutive).

## Réseau d'agences et de distributeurs

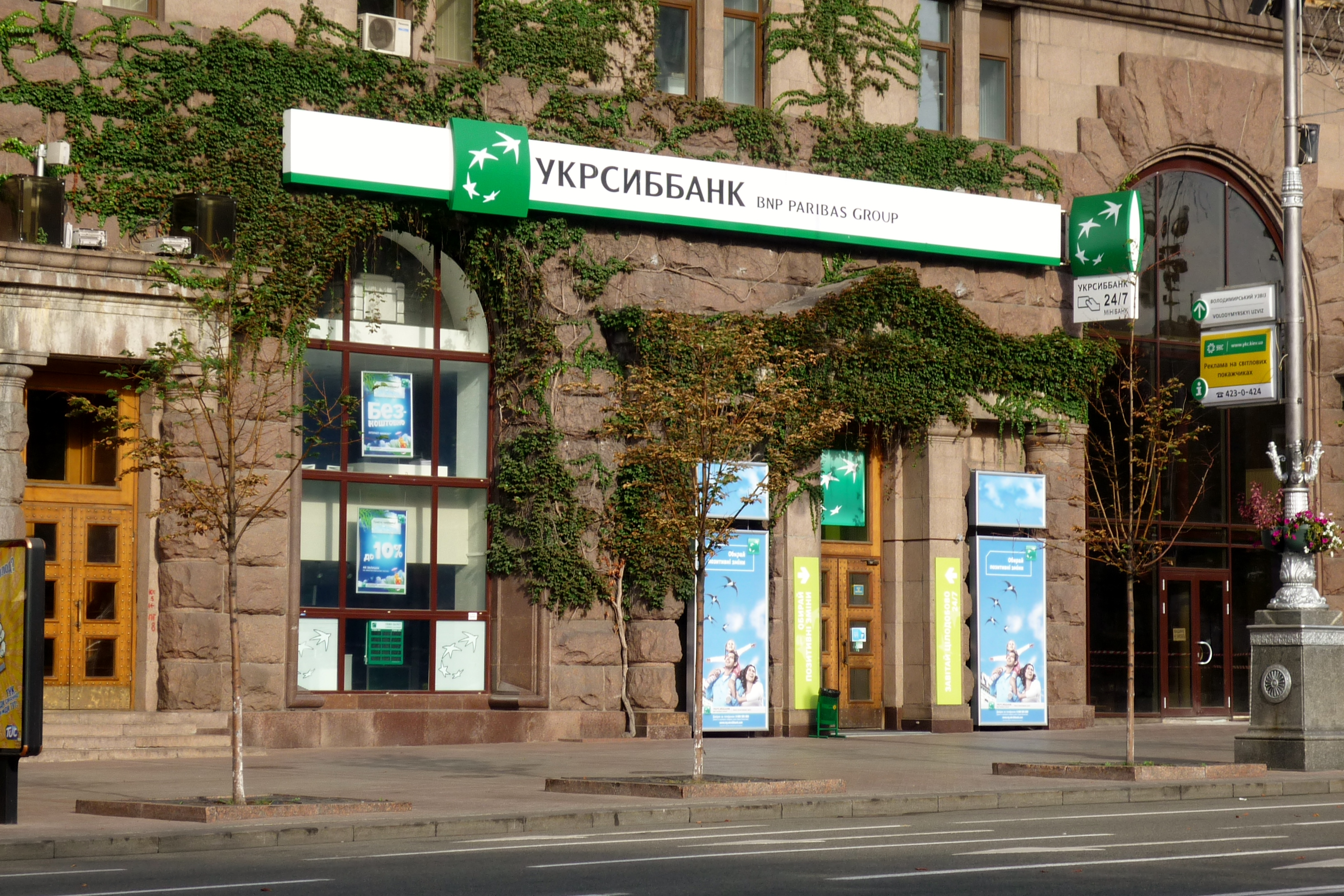
Agence Ukrsibbank sur le boulevard Khrechtchatyk, à Kiev.

La banque a plus de 250 agences, 1000 distributeurs dans tout le pays. Par le nombre d'agences, la banque est la quatrième banque du pays, et la deuxième banque étrangère (derrière Raiffeisen Bank Aval).
Les porteurs de cartes de la Global ATM Alliance( Bank of America, Barclays, BNP Paribas, Deutsche Bank, Banque Scotia etc.) peuvent retirer de l'argent gratuitement dans tous les distributeurs d'Ukrsibbank.
La banque a également signé des accords avec plusieurs banques de la place (Oshadbank, Privatbank…) pour que ses porteurs de cartes aient un accès privilégié à 5 000 distributeurs en Ukraine.